# Fernando Fernández Román
Fernando Fernández Román (Valladolid) es un aparejador español y comentarista taurino, autor de varias publicaciones sobre tauromaquia y jefe de información taurina de Radio Televisión Española hasta 2004. Por su presencia en los medios de comunicación desde los años ochenta y hasta principios del siglo XXI está considerado, por antonomasia como «la voz de los toros».
Durante su labor informativa fue el encargado de dar a conocer, en 1992, la muerte del banderillero Manolo Montoliú en la Plaza de toros de Sevilla durante la retransmisión que estaba llevando a cabo. Asimismo, durante una entrevista en Radio Nacional de España con Curro Romero, en 1996, se dio a conocer la retirada de los ruedos del diestro sevillano.

## Carrera profesional
Los inicios profesionales como comentarista taurino de Fernando Fernández Román se inician en Radio Valladolid entre 1977 y 1978, comentando los espectáculos taurinos de la feria pucelana. Trabajos que, por ese entonces, compaginaba con escritos sobre toros en periódicos regionales y con sus estudios universitarios de Arquitectura técnica. 
En 1985 se inicia la carrera televisiva de Fernández Román, al entrar a formar parte del equipo de contenidos taurinos de Televisión Española. Así, hasta que, en 1989, tenga la oportunidad de crear su propio programa junto a José Joaquín Gordillo, Tendido cero, el cual dirigió hasta 2004, cuando fue cesado de la cadena pública. A partir de este momento, la dirección del programa la llevaron los que habían sido sus colaboradores hasta ese momento: Federico Arnás, Belén Plaza y Carlos Ruiz Villasuso, además de Javier Hurtado.
Su nueva incursión dentro de las ondas llegaría en 1993, momento en el cual asuma la dirección del programa Clarín, en Radio Nacional de España, y por el que consiguió el Premio Ondas que anualmente concede Radio Barcelona. Su labor informativa se mantuvo en los micrófonos de la emisora pública hasta 2008. De forma paralela, durante estos años, participó en otros proyectos del mundo de la comunicación y los audiovisuales ya que, desde 1987, participó como columnista en la revista Aplausos y, entre 1996 y 1998, colaboró con su firma en la revista taurina 6 TOROS 6, en la que escribía  la última página de todos sus ejemplares. De igual manera, en 1998, con la creación de Canal Toros por parte de Televisión Española, Fernández Román se puso al frente de la dirección del canal acompañándose de profesionales taurinos para afrontar las retransmisiones de los espectáculos taurinos que se cubrían desde la televisión pública.
Desde 2012 es el responsable de la información taurina del periódico digital La República de las ideas donde vierte sus opiniones acerca de la actualidad taurina de la sección De obispo y oro. En 2018, volvió a retransmitir una corrida de toros en televisión, en Canal Toros, desde la Plaza de toros de México y se incorporó, asimismo, al equipo de tertulianos del canal.

## Obras
- El año taurino: 1999 (Ediciones del Prado, 2000).
- El año taurino: 2000 (Intebo Comunicación, 2000).
- Los toros contados con sencillez (Maeva, 2001).
- Una asomada al balcón de la Fiesta (Consejería de Cultura, 2013).

## Premios
- 1992: Pluma de oro del Círculo Cultural 3 Taurinos 3, de Almería.
- 1995: Premio Ondas por el programa Clarín, de Radio Nacional de España.[7]
- 1995: Premio Piñón de Oro, de la Casa de Valladolid en Madrid.
- 2000: Micrófono de Plata de la Asociación de Periodistas de Radio y Televisión.[3]
- 2000: Placa Conmemorativa Comunidad de Madrid de la Consejería de Servicios Sociales de la Comunidad de Madrid.
- 2001: Conderacoración Orden Plaza Monumental de la Alcaldía de Valencia (Venezuela), y huésped ilustre de la ciudad.
- 2002: Escalera del Éxito del Círculo Cultural Taurino Internacional.[8]
- 2018: Premio taurino de la Asociación Taurina Parlamentaria, entregado por el presidente del Senado Pío García-Escudero.[9]